# Sramnična zrast
Sramnična zrast ali pubična simfiza (lat. symphysis pubica) je zrast med obema sramnicama. Nahaja se pred sečnim mehurjem in nad zunanjim spolovilom (pri ženskah nad vulvo, pri moških nas spolnim udom). Pri moških se na sramnično zrast narašča ligamentum suspensorium penis, pri ženskah se pa nahaja zelo blizu ščegetavčka. Normalno se pri odraslemu človeku lahko premakne za okoli 2 mm ter rotira za eno stopinjo. Pri ženskah se gibljivost sramnične zrasti med porodom poveča.

## Zgradba
Sramnična zrast je nesinovialni drsni sklep. Njena širina spredaj meri okoli 3–5 mm, zadaj je ožja. Povezuje jo vezivna hrustančevina. Vsebuje lahko votlinico, zapolnjeno s tekočino. Skoznjo ne poteka nobena žila; kompresivne sile, ki delujejo nanje bi lahko poškodovale žilje, ki bi se nahajalo v strukturi. Konca obeh sramnic prekriva tanka plast hialine hrustančevine, ki se pritrjuje na vezivno hrustančevino. Vezivnohrustančevinasti disk v zrasti je ojačan z več vezmi (ligamenti), med drugimi z zgrnjo in spodnjo sramnično vezjo, ki dajeta zrasti največjo stabilnost. Sprednje in zadajšnje vezi so šibkejše. 

### Vezivna hrustančevina
Vezivno hrustančevino gradijo majhni snopiči vlaken kolagena I, med katerimi so umeščene celice hrustančevine, ki deloma spominjajo na celice, ki gradijo kite. Kolagenska vlakna so običajno razvrščena v vzorcu, ki poteka vzporedno s silami, ki delujejo na tkivo. Vsebujejo le malo glikozaminoglikanov (2 % suhe mase). Glikozaminoglikani so dolge, nerazvejane polisaharidne molekule, zgrajene iz ponavljajočih se disaharidnih enot. Vezivne hrustančevine ne obdaja perihondrij, t. j. čvrsto, ožiljeno vezivo.

### Hialina hrustančevina
Hialina hrustančevina je bel hrustanec, ki obdaja konce dolgih kosti in ima zelo omejeno sposobnost regeneracije. Pri samoobnavljanju se pogosto hialina hrustančevina nadomesti s podobno, a manj trdno vezivno hrustančevino.

### Razvoj
Sramnična zrast pri novorojencu meri v širino okoli 9–10 mm in vsebuje debel hrustančevinast diska. Na sredi adolescence se doseže končna velikost. V odraslosti se disk tanjša. Pri ženskah je nekoliko debelejši in omogoča večjo gibljivost medeničnih kosti in prožnost med porodom.